# Lijst van kunstwerken in het Mauritshuis/B
Lijst van kunstwerken in het Mauritshuis en de Galerij Prins Willem V in Den Haag met werken van kunstenaars van wie de naam begint met de letter B. Vermeldingen in het grijs geven aan dat het werk geen deel meer uitmaakt van de collectie, bijvoorbeeld omdat het in bruikleen gegeven is aan een andere instelling of omdat het teruggegeven is aan de bruikleengever.
| Inventaris-nummer | Maker                                                     | Titel                                                                                          | Datering      | Type          | Afbeelding |
| ----------------- | --------------------------------------------------------- | ---------------------------------------------------------------------------------------------- | ------------- | ------------- | ---------- |
| 543               | Jacob Adriaensz. Backer                                   | Portret van een man                                                                            | Ca. 1630-1640 | Schilderij    |            |
| 747               | Jacob Adriaensz Backer                                    | Portret van een jongen in grijs                                                                | 1634          | Schilderij    |            |
| 826               | Jacob Adriaensz. Backer                                   | Portret van een man                                                                            | Ca. 1636      | Schilderij    |            |
| 1057              | Jacob Adriaensz. Backer                                   | Herder met een fluit, mogelijk een zelfportret                                                 | Ca. 1637      | Schilderij    |            |
| 454               | Jan de Baen                                               | Allegorie op Cornelis de Witt als aanstichter van de overwinning bij Chatham in 1667           | 1667-1672     | Schilderij    |            |
| 5                 | Jan de Baen                                               | Portret van Johan Maurits (1604-1679), graaf van Nassau-Siegen en bouwheer van het Mauritshuis | Ca. 1668-1670 | Schilderij    |            |
| 6                 | Ludolf Bakhuizen                                          | De aankomst van prins Willem III in de Oranjepolder op 31 januari 1691                         | 1692          | Schilderij    |            |
| 7                 | Ludolf Bakhuizen                                          | Schepen voor de kust bij de ingang van een haven                                               | 1693          | Schilderij    |            |
| 8                 | Ludolf Bakhuizen                                          | Het dok van de Verenigde Oost-Indische Compagnie in Amsterdam                                  | 1696          | Schilderij    |            |
| 782               | Alexander Hugo Bakker Korff                               | La fille du héros                                                                              | 1875          | Schilderij    |            |
| 234               | Hendrick van Balen, Jan Brueghel (I) en Peter Paul Rubens | Naiaden vullen de hoorn des overvloeds                                                         | 1615          | Schilderij    |            |
| 282               | Toegeschreven aan Hendrick van Balen en Jan Brueghel (II) | De doop van de kamerling van koningin Candace van Ethiopië                                     | Ca. 1625-1630 | Schilderij    |            |
| 898               | Jacopo de' Barbari                                        | Portret van Hendrik V, graaf van Mecklenburg                                                   | 1507          | Schilderij    |            |
| 306               | Naar Bartolommeo                                          | De Heilige Familie                                                                             | 1509-1801     | Schilderij    |            |
| 9                 | Bartholomeus van Bassen                                   | Interieur van een katholieke kerk                                                              | 1626          | Schilderij    |            |
| 10                | Adriaen Cornelisz. Beeldemaker                            | Vossenjacht                                                                                    | 1633-1709     | Schilderij    |            |
| 541               | Sybrand van Beest                                         | Varkensmarkt                                                                                   | 1638          | Schilderij    |            |
| 400               | Cornelis Bega                                             | Boerenherberg                                                                                  | 1658          | Schilderij    |            |
| 391               | Abraham Begeyn                                            | Een steengroeve                                                                                | 1660          | Schilderij    |            |
| 678               | Abraham van Beijeren                                      | Visstilleven                                                                                   | 1635-1690     | Schilderij    |            |
| 697               | Abraham van Beijeren                                      | Stilleven met wild en gevogelte                                                                | 1635-1690     | Schilderij    |            |
| 401               | Abraham van Beijeren                                      | Stilleven met zeebanket                                                                        | 1640-1690     | Schilderij    |            |
| 665               | Abraham van Beijeren                                      | Pronkstilleven                                                                                 | Ca. 1655      | Schilderij    |            |
| 1056              | Abraham van Beijeren                                      | Pronkstilleven                                                                                 | 1655-1690     | Schilderij    |            |
| 548               | Abraham van Beijeren                                      | Bloemstilleven met een horloge                                                                 | Ca. 1663-1665 | Schilderij    |            |
| 535               | Jacob Bellevois                                           | Riviergezicht met schepen                                                                      | Ca. 1660      | Schilderij    |            |
| 307               | Pietro Bellotti                                           | Capriccio met ruïnes Zie Twee Capriccio's                                                      | Ca. 1750      | Schilderij    |            |
| 308               | Pietro Bellotti                                           | Capriccio met ruïnes Zie Twee Capriccio's                                                      | Ca. 1750      | Schilderij    |            |
| 11                | Nicolaes Berchem                                          | De opvoeding van Zeus                                                                          | 1648          | Schilderij    |            |
| 1058              | Nicolaes Berchem en Jan Baptist Weenix                    | De roeping van Matteüs                                                                         | Ca. 1657      | Schilderij    |            |
| 12                | Nicolaes Berchem                                          | Jacht op wilde zwijnen                                                                         | 1659          | Schilderij    |            |
| 13                | Nicolaes Berchem                                          | Herders bij Romeinse ruïnes                                                                    | 1661          | Schilderij    |            |
| 14                | Nicolaes Berchem                                          | Overval op een konvooi                                                                         | Ca. 1670      | Schilderij    |            |
| 1091              | Nicolaes Berchem                                          | Allegorie op de zomer                                                                          | Ca. 1670      | Schilderij    |            |
| 690               | Gerrit Berckheyde                                         | Een jachtstoet bij de Hofvijver in Den Haag, gezien vanaf het Buitenhof                        | Ca. 1685-1690 | Schilderij    |            |
| 796               | Gerrit Berckheyde                                         | Een jachtstoet bij de Hofvijver in Den Haag, gezien vanaf het Buitenhof                        | Ca. 1690      | Schilderij    |            |
| 746               | Job Berckheyde                                            | Gezicht op een Hollandse gracht, mogelijk de Oude Gracht in Haarlem                            | 1666          | Schilderij    |            |
| 1104              | Simon van den Berg                                        | Landschap met zandweg                                                                          | 1827-1891     | Schilderij    |            |
| 671               | Christoffel van den Berghe                                | Winterlandschap Zie Zomer- en winterlandschap                                                  | Ca. 1615-1620 | Schilderij    |            |
| 672               | Christoffel van den Berghe                                | Zomerlandschap Zie Zomer- en winterlandschap                                                   | Ca. 1615-1620 | Schilderij    |            |
| 965               | Joachim Beuckelaer                                        | Keukenscène met Christus en de Emmaüsgangers                                                   | Ca. 1560-1565 | Schilderij    |            |
| 15                | Jan de Bisschop                                           | Allegorie op de macht van Venus                                                                | 1638-1671     | Tekening      |            |
| 959               | Herri met de Bles                                         | Het paradijs                                                                                   | Ca. 1541-1550 | Schilderij    |            |
| 1046              | Abraham Bloemaert                                         | Godenmaaltijd, mogelijk de maaltijd bij de bruiloft van Peleus en Thetis                       | 1598          | Schilderij    |            |
| 16                | Abraham Bloemaert                                         | Theagenes ontvangt de erepalm van Chariclea                                                    | 1626          | Schilderij    |            |
| 17                | Abraham Bloemaert                                         | Het godenmaal bij de bruiloft van Peleus en Thetis                                             | 1638          | Schilderij    |            |
| 360               | Johannes Blommendael                                      | Portret van koning-stadhouder Willem III ten voeten uit                                        | 1676          | Beeldhouwwerk |            |
| 361               | Johannes Blommendael                                      | Portretbuste van koning-stadhouder Willem III                                                  | 1699          | Beeldhouwwerk |            |
| 795               | Ferdinand Bol                                             | Portret van een jonge man, vermoedelijk Louis Trip junior                                      | 1652          | Schilderij    |            |
| 585               | Ferdinand Bol en mogelijk Willem van de Velde (II)        | Portret van Michiel de Ruyter                                                                  | 1667          | Schilderij    |            |
| 19                | Ferdinand Bol                                             | Portret van Engel de Ruyter                                                                    | 1669          | Schilderij    |            |
| 530               | Trant van Ferdinand Bol                                   | Portret van Maerten van Juchen                                                                 | Ca. 1670      | Schilderij    |            |
| 18                | Naar Ferdinand Bol                                        | Portret van Michiel de Ruyter met een bediende                                                 | 1667-1700     | Schilderij    |            |
| 1043              | Hans Bol                                                  | Fantasielandschap met Johannes de Evangelist op Patmos                                         | 1564          | Schilderij    |            |
| 1050              | Gerard ter Borch (II)                                     | Portret van Caspar van Kinschot                                                                | Ca. 1646-1647 | Schilderij    |            |
| 744               | Gerard ter Borch (II)                                     | De luizenjacht                                                                                 | Ca. 1652-1653 | Schilderij    |            |
| 176               | Gerard ter Borch (II)                                     | De onwelkome boodschap                                                                         | 1653          | Schilderij    |            |
| 797               | Gerard ter Borch (II)                                     | De briefschrijfster                                                                            | Ca. 1655      | Schilderij    |            |
| 1133              | Gerard ter Borch (II)                                     | Handwerkende vrouw bij een wieg                                                                | Ca. 1656      | Schilderij    |            |
| 177               | Gerard ter Borch (II)                                     | Zelfportret                                                                                    | 1668          | Schilderij    |            |
| 883               | Gerard ter Borch (II)                                     | Portret van Cornelis de Graeff                                                                 | 1673          | Schilderij    |            |
| 1210              | Jan ter Borch                                             | De tekenles                                                                                    | 1634          | Schilderij    |            |
| 310               | Paris Bordone                                             | Zegenende Christus                                                                             | Ca. 1540      | Schilderij    |            |
| 679               | Ambrosius Bosschaert (I)                                  | Vaas met bloemen in een venster                                                                | Ca. 1618      | Schilderij    |            |
| 256               | Thomas Willeboirts Bosschaert en Daniël Seghers           | Bloemguirlande rond een beeltenis van de Madonna                                               | 1645          | Schilderij    |            |
| 20                | Jan Both                                                  | Italiaans landschap                                                                            | Ca. 1645      | Schilderij    |            |
| 21                | Jan Both                                                  | Italiaans landschap                                                                            | Ca. 1645      | Schilderij    |            |
| 762               | Omgeving van Dieric Bouts                                 | De opstanding van Christus                                                                     | Ca. 1480      | Schilderij    |            |
| 647               | Richard Brakenburgh                                       | Sint Nicolaasfeest                                                                             | 1665-1702     | Schilderij    |            |
| 544               | Richard Brakenburgh                                       | Portret van een jong meisje                                                                    | 1683          | Schilderij    |            |
| 1166              | Dirck de Bray                                             | Stilleven met een boeket in wording                                                            | 1674          | Schilderij    |            |
| 808               | Jan de Bray                                               | Portret van een jongen                                                                         | 1654          | Schilderij    |            |
| 1110              | Jan de Bray                                               | De aanbidding der herders                                                                      | 1665          | Schilderij    |            |
| 437               | Salomon de Bray                                           | Putti dragen een cartouche met de geboortedatum van stadhouder Frederik Hendrik                | 1651          | Schilderij    |            |
| 1098              | Bartholomeus Breenbergh                                   | Landschap met nimfem                                                                           | 1647          | Schilderij    |            |
| 932               | Navolger van Bartholomeus Breenbergh                      | Italiaans landschap met de Aureliaanse muur                                                    | Ca. 1650-1660 | Schilderij    |            |
| 562               | Quiringh van Brekelenkam                                  | De kopster                                                                                     | Ca. 1660      | Schilderij    |            |
| 1204              | Paul Bril                                                 | Berglandschap met de heilige Hieronymus                                                        | 1592          | Schilderij    |            |
| 962               | Adriaen Brouwer                                           | De roker                                                                                       | 1620-1638     | Schilderij    |            |
| 847               | Adriaen Brouwer                                           | Boerendrinkpartij                                                                              | Ca. 1625-1626 | Schilderij    |            |
| 919               | Adriaen Brouwer                                           | Boerenvechtpartij                                                                              | Ca. 1625-1626 | Schilderij    |            |
| 607               | Adriaen Brouwer                                           | Een dikke man                                                                                  | Ca. 1634-1637 | Schilderij    |            |
| 283               | Jan Brueghel (I) en Hans Rottenhammer                     | De rust op de vlucht naar Egypte                                                               | Ca. 1595      | Schilderij    |            |
| 285               | Jan Brueghel (I) en Hans Rottenhammer                     | Christus in het voorgeborchte                                                                  | 1597          | Schilderij    |            |
| 1072              | Jan Brueghel (I)                                          | Wan-Li-vaas met bloemen                                                                        | Ca. 1610-1615 | Schilderij    |            |
| 233               | Jan Brueghel (I)                                          | Krans van vruchten en bloemen rond een allegorie op de landbouw                                | 1615          | Schilderij    |            |
| 234               | Jan Brueghel (I), Hendrick van Balen en Peter Paul Rubens | Naiaden vullen de hoorn des overvloeds                                                         | 1615          | Schilderij    |            |
| 253               | Jan Brueghel (I) en Peter Paul Rubens                     | Het aardse paradijs met de zondeval van Adam en Eva                                            | 1617          | Schilderij    |            |
| 236               | Jan Brueghel (II)                                         | Het paradijs met de zondeval van Adam en Eva                                                   | Ca. 1615      | Schilderij    |            |
| 282               | Toegeschreven aan Jan Brueghel (II) en Hendrick van Balen | De doop van de kamerling van koningin Candace van Ethiopië                                     | Ca. 1625-1630 | Schilderij    |            |
| 966               | Hendrick ter Brugghen                                     | De bevrijding van Petrus                                                                       | 1624          | Schilderij    |            |
| 739               | Bartholomäus Bruyn (I)                                    | Portret-diptiek van Johann von Rolinxwerth en zijn vrouw Christine von Sternberg               | 1529          | Schilderij    |            |
| 889               | Bartholomäus Bruyn (I)                                    | Portret van Elisabeth Bellinghausen                                                            | 1538          | Schilderij    |            |
| 272               | Friedrich Bury                                            | Zegevierende Amor                                                                              | 1800-1806     | Schilderij    |            |
| 1218              | Willem Buytewech                                          | Vrolijk gezelschap in de open lucht                                                            | 1616-1617     | Schilderij    |            |